# Martial Club

Martial Club (武館, Wu guan) est un film hongkongais réalisé par Liu Chia-liang, sorti en 1981.

## Synopsis
Une démonstration de "Danse du Lion" finit en bagarre générale lorsque les élèves du fourbe Maître Lu provoquent ceux de Maître Zhang. Pour calmer le jeu, Wong Kai-Ying, maître d'une troisième école et père du talentueux Wong Fei-Hung, tente de réconcilier Lu et Zhang, en vain. Ayant plus d'un tour dans son sac, Lu décide de faire appel à un artiste martial du nord pour mettre à l'épreuve le kung-fu de ses rivaux.

## Fiche technique
- Titre : Martial Club
- Titre original : Wu guan
- Réalisation : Liu Chia-liang
- Scénario : Ni Kuang
- Musique : Eddie Wang
- Montage : Hsing-Lung Chiang et Yen Hai Li
- Photographie : Chih Chun Ao
- Production : Mona Fong
- Société de production : Shaw Brothers
- Pays d'origine : Hong Kong
- Format : Couleurs - 2,35:1 - Mono - 35 mm
- Genre : Kung-fu
- Durée : 110 minutes
- Date de sortie :

 Hong Kong : 20 août 1981

## Distribution
- Gordon Liu (VF : Xavier Percy) : Wong Fei-Hong
- Kara Hui (VF : Cathy Boquet) : Wang Chu-ying
- Ku Feng : Won Kai-Ying
- Wilson Tong : Maître Zhang
- Chu Tieh-Ho (VF : Lionel Bourguet) : Maître Lu
- Johnny Wang : Le maître du nord